# X-COM: Interceptor
«X-COM: Interceptor» — компьютерная игра из серии «X-COM» от Microprose. Хотя игра вышла после «X-COM: Apocalypse», она является третьей в хронологии серии. По жанру игра является смесью космического симулятора и стратегии.

## Игровой процесс
В отличие от предыдущих частей, действие «X-COM Interceptor» происходит полностью в космосе, вдалеке от Земли. Как и прежде, игра состоит из двух основных частей. Первая часть происходит на звёздной карте вместо земного шара. В этой части, игрок принимает стратегические и административные решения относительно действий X-COM в этом секторе. Базы X-COM являются космическими станциями, расположенными в межзвёздном пространстве. Первая станция автоматически устанавливается в определённой точке чтобы способствовать сюжету игры. Игрок может строить новые модули в космических станциях, включая ангары (не более 3-х, каждый из которых содержит до 3-х истребителей), жилые помещения, лазареты, локаторы и другие. Также, игрок может строить разнообразные орудия на станциях для защиты от инопланетян. В отличие от предыдущих частей, исследования и конструкция новых устройств не происходит на станциях X-COM. Все исследования происходят на Земле и передаются на станцию по гиперканалу. На каждой станции игрок может построить до трёх гиперприёмников. Каждый дополнительный приёмник увеличивает скорость скачивания. Каждая станция может скачивать не более одной технологии одновременно. Конструкция кораблей и устройств происходит на заводах корпораций, колонизировавших окружающие системы. От игрока больше не требуется иметь определённые ресурсы или компоненты для конструкции устройства. Единственное требование — деньги. Следует заметить что доставка товаров осуществляется посредством медленных грузовых кораблей, которые могут быть перехвачены инопланетянами либо пиратами. При заказе товаров, игроку даётся возможность нанять сопровождающих для грузовых кораблей, хотя им всё равно не справиться с крупными кораблями инопланетян. Из-за аутсорсинга исследований и конструкций, игроку более не требуется нанимать учёных и инженеров. Единственными нанимаемыми людьми являются пилоты. В отличие от предыдущих частей, в которых игрок нанимал безликих солдатов/акванавтов, при найме пилотов, игрок может осмотреть досье каждого кандидата перед выбором. В отличие от «X-COM: Apocalypse», где солдаты могут быть людьми, гибридами и киборгами, в этой части пилоты могут быть только людьми.
Строительство новой станции разрешается в определённом расстоянии от ближайшей станции. Также, в отличие от предыдущих частей, строительство станции — довольно долгий процесс, во время которого незавершённая станция является совершенно беззащитной. Даже после окончания строительства, на станции всё ещё необходимо построить защитные орудия и ракетные установки.
Для разведки космического пространства и звёздных систем можно использовать одноразовые зонды. Зонд можно запустить с любой станции X-COM если на складах есть зонды и имеется пусковая установка. Зонды направляются в избранную точку пространства, после чего они «висят» там некоторое время пока не иссякнет энергия. Радиус сканирования у зондов довольно небольшой, поэтому обычно требуется множество зондов для дальнего обнаружения врага. Позже появится возможность запускать зондов-охотников, которые двигаются по определённому маршруту, покрывая более обширную территорию за счёт более быстрой затраты энергии. Инопланетяне иногда нападают на зонды игрока. В этом случае, зонд можно спасти только если на помощь успеют за короткое время долететь перехватчики. Если запустить зонд около чёрной дыры, то зонд будет постепенно «падать» в неё пока не будет уничтожен.
Инопланетяне могут посылать свои зонды, как обычные так и генераторы гиперпомех. Каждый из последних блокирует один гиперприёмник ближайшей космической станции X-COM. Кроме этого, у инопланетян также есть свои боевые космические станции и небольшие станции, занимающиеся добычей полезных ископаемых.
Основная задача игрока — защищать собственность корпораций, занимающихся добычей полезных ископаемых на Рубеже. Успешное исполнение этих обязанностей повышает прибыть X-COM со стороны корпораций а также привлекает новые корпорации на Рубеж.

## Сюжет
Действие разворачивается в 2067 году. Природные ресурсы Земли истощены. Чтобы предотвратить падение цивилизации, крупные корпорации Земли обращают свой взор к звёздам, а точнее — к области космоса известной как Рубеж(англ. Frontier), для добывания необходимых ресурсов.
По соседству с новоприбывшими ошиваются старые знакомые (сектоиды, мутоны, и т. д.), у которых свои планы на ресурсы Рубежа. Эти планы включают в себя конец человечества.
В «X-COM: Interceptor», игрок принимает роль командующего элитными войсками, созданными для борьбы с космической угрозой. В отличие от предыдущих игр серии, эта игра является, в основном, космическим симулятором, где игрок лично пилотирует космические истребители, защищая интересы земных корпораций на Рубеже. Вне битв, игрок управляет космическими станциями, распределяет ресурсы и улучшает финансовую ситуацию организации. В задачу игрока также входит захват и изучение инопланетных технологий для улучшения человеческой техники и раскрытия интереса инопланетян на Рубеже.
Позже, игрок узнаёт что инопланетяне создают огромное оружие предназначенное для уничтожения Земли. Из-за огромных размеров оружия (больше космической станции), игрок должен сначала изучить и создать бомбу класса «Нова». По сути, это является крупной ракетой предназначенной для дестабилизации звезды, после чего эта звезда становится новой (отсюда и название бомбы), уничтожая всё в округе.
Финальное задание состоит из двух частей. Во время первой, игрок должен защищать космоносец «МакАртур», пока тот не активизирует устройство позволяющее ему проникнуть сквозь чёрную дыру в другое измерение, где и находится сверхоружие инопланетян. Вторая часть задания состоит из запуска бомбы по направлению к звезде. Но так как эта ракета ускоряется лишь через 1 минуту, игроку необходимо защищать её от врага. Существует три концовки:
1. Провал задания — случается при уничтожении корабля игрока, «МакАртура» (в первой части) или бомбы. После этого, инопланетяне повели оружие к Земле и уничтожили её.
2. Успешное завершение задания, но игрок не смог вернуться — если игроку удалось взорвать звезду, но при этом либо во второй части космоносец был уничтожен, либо после запуска бомбы игрок не успел сесть на него. Тем не менее, задание всё равно считается успешным, хотя сам игрок погиб. После этого, на космической станции проводятся похороны героев.
3. Полный успех — игроку удалось взорвать звезду и вернуться обратно с «МакАртуром». «МакАртур» возвращается на космическую станцию с истребителями вытворяющими фигуры пилотажа; вокруг идёт фейерверк.

## Истребители
Оборудование и вооружение каждого истребителя может быть сменено игроком. Оборудование состоит из стандартных систем (двигатели, броня, энергощиты и системы наведения) и спец-систем (радиоэлектронная защита, векторные двигатели, авторемонт, генераторы невидимости, тракторные лучи, и т.п). Вооружение состоит из разнообразного энергетического и ракетного оружия. Энергетические орудия, форсажные двигатели и некоторые спец-системы имеют общий источник энергии. Если он иссякает, то эти системы не функционируют пока запас опять не пополнится. Ракетным орудиям не требуется энергия, но их количество ограничено.

## Отзывы
| Сводный рейтинг       | Сводный рейтинг |
| Агрегатор             | Оценка          |
| --------------------- | --------------- |
| GameRankings          | 70,12 %         |
| Русскоязычные издания |                 |
| Издание               | Оценка          |
| «Игромания»           | [ 3 ]           |